# Nomografia

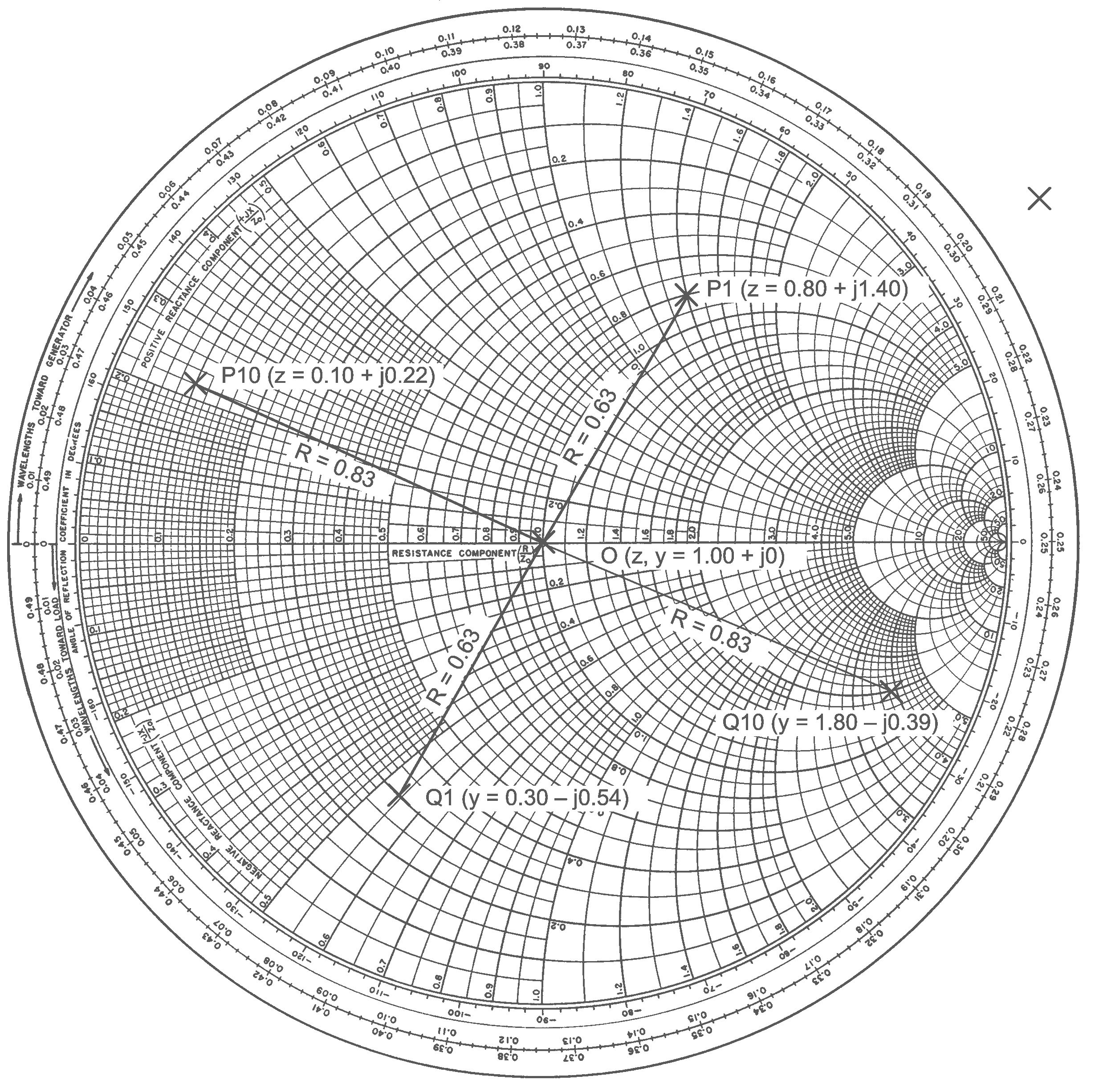
Wykres Smitha jako przykład nomogramu

Nomografia – dział matematyki stosowanej zajmujący się teorią i konstruowaniem nomogramów dla poszczególnych równań lub układów równań algebraicznych.
Rozwój elektronicznej techniki obliczeniowej (kalkulatory, komputery) spowodował, że nomografia straciła na znaczeniu.